# Улак (острова Деларова)
Улак (алеут. Yuulax̂, англ. Ulak Island) — остров в составе Алеутских островов в группе Андреяновских островов, в подгруппе островов Деларова. Постоянного населения нет.

## География
Его длина составляет около 10,8 км, а ширина — около 5,6 км. Площадь — около 34 км². Наибольшая высота над уровнем моря — 162 м. Ближайший остров Амактигнак находится на расстоянии около 4 миль (6 км) к юго-западу.
Имеет вулканическое происхождение. Остров характеризуется высокой сейсмической активностью.
Природные условия типичны для тундровой зоны. Прибрежные скалы острова являются местом обитания для морских птиц. Климат на острове холодный морской, с частыми туманами и осадками. Среднесуточная температура на уровне моря составляет 8,8 ° С летом и 4,8 ° С в течение года. Годовой уровень осадков составляет 1660 мм.
В 1867 году был продан Россией Соединенным Штатам в составе территории Аляски. 17 декабря 1964 года, грузовой пароход Сан Патрик класса Либерти, налетел на скалы у побережье Улака, судно затонуло а весь экипаж из 32 человек погиб.